# OCATシャトル880

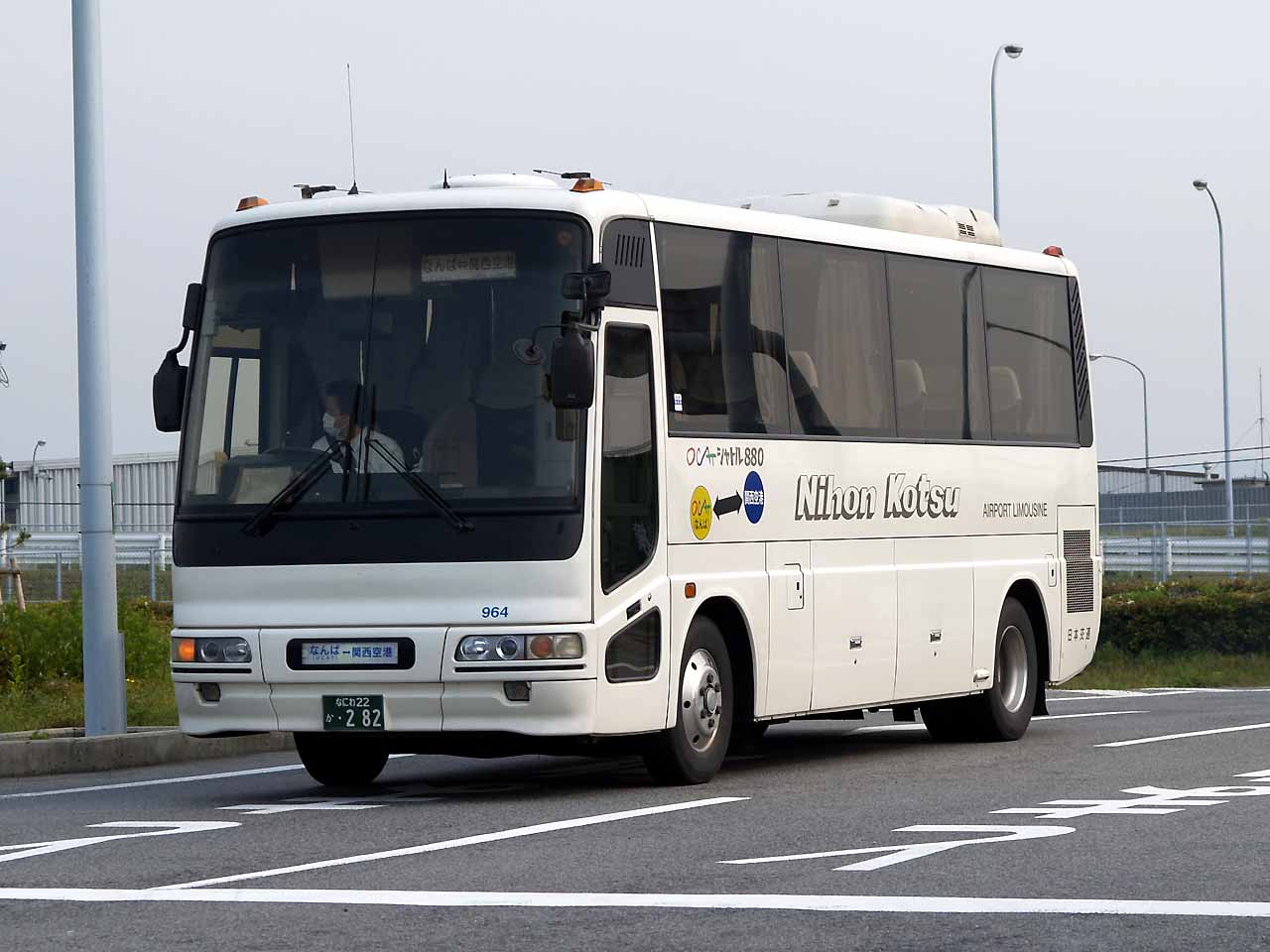
OCATシャトル880（日本交通車）

OCATシャトル880（オーキャットシャトル880）は、大阪市浪速区の大阪シティエアターミナル（OCAT）と関西国際空港を結ぶ空港リムジンバス（高速バス）である。現在は運賃が1000円に値上げされたため、OCATシャトル880の名称は使われていない。
座席は全便先着順の自由席である。

## 歴史
ここでは当路線運行開始前のリムジンバス路線についても記載する。
- 1994年9月4日 - 関西国際空港開港と同時にリムジンバス上本町線（関西空港交通、近畿日本鉄道：現近鉄バス）を開設、一部便をOCAT向かいにあった湊町バスターミナル（初代。現在の湊町リバープレイスの場所）まで延長運行。運賃は1,300円。
- 1996年3月23日 - OCATがオープン、ビル2階に新設されたバスターミナル発着に変更し、上本町線より独立した路線になる。前記2社に大阪市交通局が加わる。これはOCATが大阪市の第三セクターであることから。塗装は3社局共通。
- 1998年7月18日 - 減便。夕方以降の便を近鉄上本町経由に。
- 1999年3月31日 - 3社によるリムジンバス路線廃止。大阪市交通局はリムジンバスから撤退。
- 1999年4月1日 - OCATのチャーターにより運賃を880円に値下げした、『OCATシャトル880』を開設。当初は日本交通のみの運行。
- 2009年4月29日 - 運賃値上げ。普通運賃が880円から1,000円に。
- 2014年4月1日 - 運賃値上げ。往復乗車券が1,800円から1,850円に。普通運賃は6カ月間据え置き。
- 2014年10月1日 - 運賃値上げ。普通運賃が1,000円から1,050円に。
- 2015年7月1日 -　OCAT発　5:15発（第2ターミナル行き）を1便、増便。

## 運行会社
- 日本交通
  - 弁天営業所・港営業所が昼行関西国際空港行き31便、OCAT行き30便を担当。
- 関西空港交通
  - りんくう営業所が昼行2往復を担当。

## 停車停留所
なんば(OCAT) - 関西国際空港第1ターミナル - 関西国際空港第2ターミナル（朝OCAT発2便のみ）

## 運行経路
- 大阪市浪速区内（なんば） - 湊町出入口 - 阪神高速15号堺線（大阪行きのみ） - 阪神高速1号環状線 - 阪神高速13号東大阪線（大阪行きのみ） - 阪神高速16号大阪港線 - 阪神高速4号湾岸線 - 関西国際空港連絡橋 - 関西国際空港

## 運行回数
- 昼行関西国際空港第1ターミナル行き31便、関西国際空港第2ターミナル行き2便。（概ね30分毎）
- 昼行OCAT行き32便。（概ね30分毎）

## 運行車両

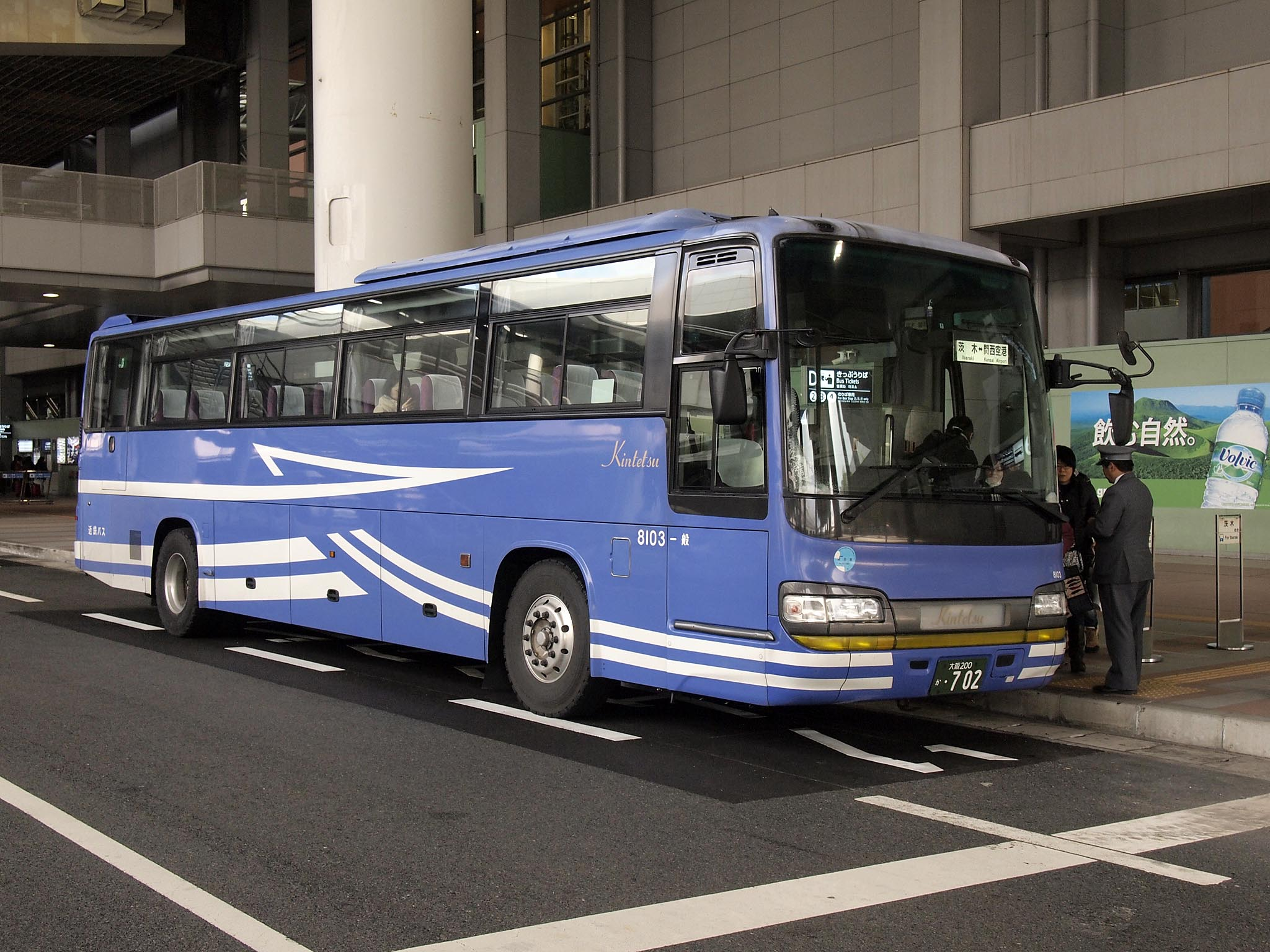
参考：関西空港交通と同じカラーリングが施された近鉄バスの空港リムジン車

- 2025年現在の日本交通担当便は一般塗装もしくは専用のラッピングが施された大型ハイデッカー車両。過去には三菱ふそう・エアロミディMJベースの中型車が使用された。通常のMJよりも全長を伸ばした特別仕様で、車体にはOCATシャトル880のロゴが入っていた。
  - なお、OCATシャトル移行前のリムジンバス路線は、運行する3社が共通の塗装（関西空港交通の塗装を近鉄、大阪市営も採用）としていた。このうち、近鉄と大阪市営は日野・セレガを使用した。55人乗り大型車での運行であったが、利用者は1便あたり数名という低迷ぶりであった。廃止後、近鉄は車両を他の路線へ振り向け、大阪市営は民間事業者に売却した。